# Austropsopilio
Genre
Synonymes
- Tasmanopilio Hickman, 1957

Austropsopilio est un genre d'opilions dyspnois de la famille des Acropsopilionidae.

## Distribution
Les espèces de ce genre se rencontrent en Australie, au Chili et en Argentine.

## Liste des espèces
Selon World Catalogue of Opiliones (22/04/2021) :
- Austropsopilio altus Cantrell, 1980
- Austropsopilio cygneus Hickman, 1957
- Austropsopilio fuscus (Hickman, 1957)
- Austropsopilio inermis Cantrell, 1980
- Austropsopilio megalops (Hickman, 1957)
- Austropsopilio novaehollandiae Forster, 1955
- Austropsopilio sudamericanus Shultz & Cekalovic, 2003

## Publication originale
- Forster, 1955 : « Further Australian Harvestmen (Arachnida, Opiliones). » Australian Journal of Zoology, vol. 3, p. 354-411.